# Tűz és víz (Lost)
A Tűz és víz (Fire + Water) a Lost című amerikai televíziós sorozat második évadának tizenkettedik epizódja.
2006. január 25-én mutatták be az Amerikai Egyesült Államokban, az ABC műsorán, a sorozat 37. részeként. Az epizódot Edward Kitsis és Adam Horowitz írta és Jack Bender rendezte. Középpontjában Charlie Pace áll.

## Visszaemlékezések
|  | Alább a cselekmény részletei következnek! |

Az epizód a fiatal Charlie papucsba bújtatott lábaival kezdődik. A kisgyerek leszalad a lépcsőn, és látja, ahogy testvére, Liam az ajándékait bontogatja, ugyanis karácsony reggel van. Charlie azonban semmilyen ajándékot nem talál magának egészen addig, amíg édesanyja át nem vezeti a nappali másik felébe, ahol egy vadonatúj zongorát talál. Charlie nagyon lelkes, de még mielőtt elkezdhetné élvezni az ajándékát, megtudja, mit várnak el tőle cserébe: az anyja ugyanis úgy gondolja, a hangszer segítségével Charlie sikeressé válhat, így „megmentheti őket”.
Évekkel később Karen, Liam felesége életet ad gyermeküknek, Megannak, akit Charlie-ék anyja után nevezett el. Liam nincs ott a kórházban, Charlie viszont igen, aki azt mondja a nőnek, hogy a férje késik, mert a kocsijuk felmondta a szolgálatot a reptérre menet. Amikor Karen megkérdezi, hogy Liam jól van-e, Charlie azt válaszolja: „Remekül. Hiszen apa lett.”
Charlie visszatér a lakására, ahol a The Kinks nevezetű együttes He's Evil című száma szól (ugyanaz a dal, amit Charlie Jinnek énekelt A 23. zsoltár című epizódban). Észreveszi bátyját, aki éppen „rendbehozza”
magát (droggal). Charlie arra próbálja rávenni Liamot, hogy minél hamarabb menjen be a kórházba, hogy végre láthassa újszülött lányát. Liam azonban még mindig az ő saját világában tartózkodik, és azt mondja az öccsének: „Hagytam neked is. (mármint drogot)”
A Drive Shaft egy Butties pelenkareklámfilmet forgat, legsikeresebb számuk, a You All Everybody szövegét átírva és a You All Every Butties címet adva neki. Az együttes megmentése érdekében Charlie-nak arra lenne szüksége, hogy Liam végre elvégezze feladatát, az azonban nem képes rá, és kiesik a forgatás színhelyéül szolgáló hatalmas járóka rácsai közt. Ez is azt mutatja, Liam nem képes megcsinálni azt, amit elvárnak tőle.
Charlie megpróbálja felrázni bátyját és visszahozni őt a valós életbe. Ha meg akarnak állapodni, ha már nem akarnak harcolni mindennel, ami csak van nekik, az csak úgy sikerülhet, ha összetartanak. De még az után a bensőséges pillanat után is, amikor Charlie és Liam együtt énekelik a fiatalabb fivér által a Drive Shaft visszatérésére írt dalt (ami arról szól, hogyan menekülhetnének meg mindketten), csak annyit tud kérdezni Liam, hogy az öccsének van-e heroinja.
Amikor Liam családja válságba kerül, a báty eladja Charlie zongoráját, és az érte kapott pénzből új életet kezd Ausztráliában. Magára hagyja a testvérét Londonban, akinek csak egy kérdése van: mi lesz az ő családjával?

## A szigeten
Charlie álmot lát, melyben a parton zongorázik. Hirtelen meghallja Aaron sírását a hangszer belsejéből. A férfi megpróbálja felnyitni, de nem sikerül. A hullámzás felborítja a zongorát, és úgy tűnik, Aaronnal a belsejében a nyílt tengerre sodródik. Charlie ekkor felébred, megnézi, hogy Claire és a fia jól vannak-e, de Locke-kal együtt találja meg őket.
Charlie megpróbál közeledni Claire-hez, de a nőnek egy kis időre van szüksége. A férfi erre elmegy, azt mondva Aaronnak, hogy vigyázzon az anyjára.
Hurley a parton odamegy Sawyerhez és Kate-hez, és a férfit a farokrész túlélőiről kérdezgeti, leginkább Libbyről. Sawyer megkérdezi Hurley-t: csak nem egy új szerelem van kibontakozóban? Hurley tagadja ezt, és elmegy, mert zavarba jött. Kate és Sawyer észreveszi Jacket és Ana Luciát, amint együtt kijönnek a dzsungelből, közben beszélgetnek. Sawyer megemlíti, hogy már harmadszor látja így őket. Ez a pillanat mindkettejüknek kínos.
Miközben Charlie a parton gitározik, halk gyereksírást hall a tenger felől. Látja, ahogy Aaron bölcsője hánykolódik a hullámok között. Nagy erőfeszítések árán beúszik érte, és kihozza a csecsemőt. A parton észreveszi az anyját és Claire-t, akik palástot viselnek, és olyan pózban térdelnek, mint a vallásos festményeken az angyalok. (Ez a beállítás nagyon hasonlít arra a festményre, melyet az epizód elején, Charlie gyerekkori otthonában láthattunk. Csakhogy most Claire és Charlie anyja szerepel rajta.) A két nő azt hajtogatja: „A gyerek veszélyben van.”; „Meg kell mentened.” Ugyanekkor a háttérben lezuhan egy repülőgép. Egy galambot lát kirepülni a dzsungelből, majd a madár a férfi mellett elhaladva a tenger felé száll. Ekkor megjelenik Hurley, szintén palástban. Charlie végül az óceánban állva, kezében Aaronnal felébred, és rájön, hogy az egész csak álom volt. Megpróbálja elmagyarázni Claire-nek és mindenki másnak, hogy csak a gyereket akarta megmenteni, de a nő felpofozza.
Sawyer segít Hurley-nek megteremteni a kapcsolatát Libbyvel. Így együtt mennek mosni. A férfi egész idő alatt a nőt figyeli, mivel azt hiszi, ismeri valahonnan. Libby megkéri, hogy forduljon el, amíg felpróbál egy inget. Ezalatt azt mondja Hurley-nek, hogy mikor a férfi utolsóként felszállt a gépre, rálépett a lábára. Ezután flörtölnek.